# ボーデュア

ボーデュア
Argent a bordure gules

ボーデュア（英: Bordure、仏: Bordure）は、紋章学において、シールドの外縁を取り囲むように縁取るチャージである。単独で使われることは滅多になく、オーディナリーの中でもサブオーディナリーに分類される。しかしながら、スコットランドの紋章学ではボーデュアはケイデンシーのために使われ、重要な意味を持つ。

## 解説

### 語源
ボーデュアは、1350年代頃の中期英語から来ており、現在のボーダー (border) と同じ意味である。中期英語のボーデュアはアングロフランス語又は古フランス語で船の舷を意味する bord から来ており、更にこれはゲルマン語から派生した語である。

### 用法
ボーデュアは、伝統的にシールドの6分の1くらいの幅を持つ。次の2つの例外を除き、ボーデュアはシールド全体を囲む。
1. 2つの紋章をディミディエイション又はインペイルメントによって隣り合わせで統合させるとき、ボーデュアはシールドを左右に分ける分割線に沿わせないという規則があるとされている。一部の紋章官は、この規則に対する例外があると述べており、ボーデュアに多数のチャージを重ねる際に、従うべき規則によって正確な数を紋章に表すことが不可能になるケースがあるというものである（下記参照）。
2. 従来からチーフを含んだコートにボーデュアを加える場合を除き、ボーデュアの上にチーフを配置する。

他のオーディナリーと同様に、ボーデュアは単一のティンクチャーでもあり得たし、分割されることもあった。その分割線は、直線はもとより、ダンセッティ (dancetty) のような一部の線をボーデュアに適用することができないものの、直線以外の線でも使用できた。また、ボーデュアはより小さな図形をチャージされていることがある。これらのバリエーションは、スコットランドのケイデンシーの体系で、効果的に利用されている。
ボーデュアがあるフィールドとボーデュアが同じティンクチャーであるならば、エンボーデュアード (embordured) という記述をもって、原色が原色に、金属色が金属色に置かれてはならないというティンクチャーの原則違反を避けるために一種の隙間として記述されなければならない。これは数世紀前でさえ非常に変わった方法であって、今日ではほとんど見かけられない。

ケンブリッジ伯リチャード・オブ・コニスブラの紋章は、赤色のライオンの銀のボーデュア・セミーを含む。

ボーデュア・セミー (bordure semy) は、a bordure semy of (charge name) という形で記述され、数多くの任意のチャージがボーデュアに重ねられていることを示す。これはフィールドを任意のチャージで埋め尽くす典型的な用法ではなく、むしろボーデュアのために用いられるものであり、紋章を図面に起こす際にはボーデュアに沿ってチャージを配置する。ボーデュア・セミーにおいて、いくらかのチャージはフィールドの境界線によって「カット・オフ」として示される。この大多数は、示されるべき正確な数ではないものの、セミーとして解釈されることになっている。
ボーデュアにはディミニュティブ（同じ形ではあるが、より小さいかより細いチャージ）がないが、より幅の狭いボーデュアをボーデュア・ディミニッシュド (a bordure diminished) という紋章記述をもって造り出すことができる。また、もっと単純にナロー・ボーデュア (a narrow bordure) などと記述する例もある。

## ケイデンシーに用いるボーデュア

スコットランドの紋章学におけるディファレンシング・システム

スコットランドの紋章学においてケイデンシーとして用いられるボーデュアの例を示す。ケイデンシーとはイギリスに見られる男子の兄弟を区別するために紋章に少しずつ違いをつけること（ディファレンシング）であり、地方によってその方法も若干異なる。スコットランドでは、長男にはレイブルを使用するが、それ以下の男子には一律に父親の紋章にボーデュアを書き加えている。スコットランドのケイデンシーはイングランドのものに比べると複雑で、世代が進むとボーデュア以外のチャージも用いてディファレンシングを行う。